# IC 4917/1
IC 4917/1 је лентикуларна галаксија у сазвијежђу Телескоп која се налази на листи објеката дубоког неба у Индекс каталогу.
Деклинација објекта је - 52° 16' 23" а ректасцензија 19h 58m 54,8s. Привидна величина (магнитуда) објекта IC 4917 износи 14,3 а фотографска магнитуда 15,3. IC 49171 је још познат и под ознакама ESO 233-15, PGC 63923.